# Willughbeia sarawacensis
Willughbeia sarawacensis là một loài thực vật có hoa trong họ La bố ma. Loài này được (Pierre) K.Schum. miêu tả khoa học đầu tiên năm 1900.